# Avenue Vali-ye Asr

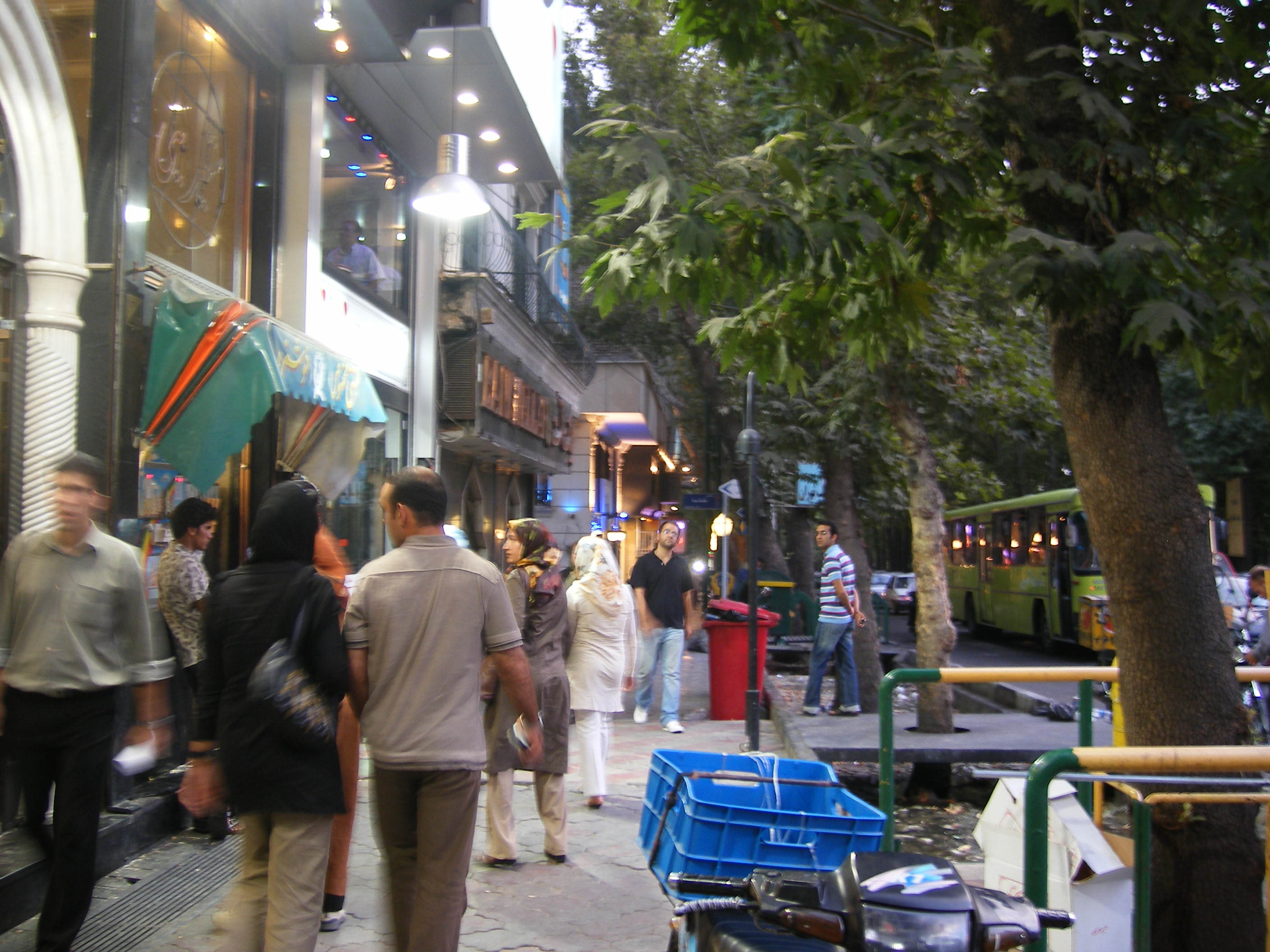
Piétons au-dehors d'un magasin le long de l'avenue Vali-ye Asr

L'avenue Vali-ye Asr ou Valiasr (en persan : خیابان ولیعصر, Khiyābān-e Valiasr) est la plus longue avenue du Moyen-Orient et l'un des plus vieux axes routiers de Téhéran. Elle est longue d'environ 18 km et va du rond-point de Tajrish au nord à la place du chemin de fer (Meidān-e Rāhāhan) au sud. Cette 2 fois 2 voies, du nord au sud, divise la métropole en deux parties, les parties ouest et est. L'avenue est considérée comme l'une des voies et des centres commerciaux principaux de Téhéran. Vali-ye Asr voit affluer les Téhéranais de tous âges, qui viennent dans les restaurants branchés (pizzerias par exemple) ou dans les gargotes traditionnelles pour y déguster du Kaleh Pācheh (mélange d'abats de mouton), ou tout simplement pour se promener à l'ombre de platanes sexagénaires. Ces platanes sont plantés dans des jub, les canaux à ciel ouvert qui acheminent l'eau du massif de l’Elbrouz vers le centre de la ville.

## Histoire
L'avenue raconte le développement urbain de Téhéran. En 1870, l'avenue devient l'axe majeur du centre de la ville. Jusque dans les années 1950, les riches commerçants du bazar y construiront des grandes maisons. À cette époque, l'avenue était encore limitée par les murailles qui entouraient Téhéran. Avec la politique de travaux hausmanniens de Reza Shah, l'avenue s'agrandit sur 1,5 km vers le nord et est baptisée Avenue Pahlavi. Cette nouvelle partie de l'avenue devient le centre du quartier impérial, qui devient un 2e centre ville. Les grandes familles téhéranaises quittent le sud et viennent s'établir dans ce nouveau quartier huppé. La migration des élites vers le nord est aussi partiellement motivée par la recherche d'un environnement meilleur. L'eau de consommation courante était en effet puisée dans les jub, et elle était plus pure en amont.
Dans les années 1950, sous le règne de Mohammad Reza Shah, l'avenue s'étend encore plus vers le nord, jusqu'à l'actuelle avenue Beheshti. Les élites migrent une nouvelle fois vers le nord, suivant l'extension de l'avenue. Cette fois, le déplacement des élites est facilité par l'arrivée du premier pipe-line à Téhéran, dont le pétrole permettra aux riches de chauffer leurs nouvelles maisons.
Dans les années 1970, l'urbanisation progresse aussi haut que possible : les villages de Vanak et Shemiran sont intégrés à la capitale. Ces villages se transforment en ville, et c'est dans cette partie que l'occidentalisation de l'Iran voulue par le Shah est la plus visible. On y trouve des restaurants à l'occidentale comme le célèbre Chattanooga ou des discothèques.
Pendant le gouvernement provisoire, l'avenue est renommée « Mossadegh ». Les religieux qui viennent au pouvoir après la révolution iranienne lui donneront son nom actuel : Vali-ye Asr, (en persan : ولیعصر, le « maître du temps »), en référence au Mahdi, le douzième imam chiite.

## L'avenue Vali-ye Asr, un espace de vie pour les Téhéranais
L'avenue Vali-ye Asr est le centre de différentes activités à Téhéran et accueille de très nombreux magasins et restaurants. L'avenue est bordée de plusieurs grands parcs (notamment le parc Mellat, l'un des plus grands parcs du Moyen Orient). Plusieurs centres culturels de Téhéran sont situés à proximité de l'avenue. Certaines des autoroutes qui traversent la capitale y sont directement connectées.
Elle est embouteillée presque toute la journée et la soirée, jusqu'aux premières heures du matin. Les magasins restent ouverts tard et les kiosques vendent des jus de fruits, du café et des journaux. Les deux côtés de l'avenue sont plantées d'arbres vieux d'une centaine d'années. À certains endroits, ces arbres forment un tunnel vert qui est spécialement apprécié en été par les passants.
Après 25 ans de république islamique, les Téhéranais ont fait de cette avenue un espace de mixité sociale et sexuelle au sein de la société iranienne régie par les lois islamiques : les ouvriers y côtoient les jeunes cadres, les femmes en chador les jeunes filles branchées, et les jeunes s'y retrouvent pour draguer.

## Galerie de photos

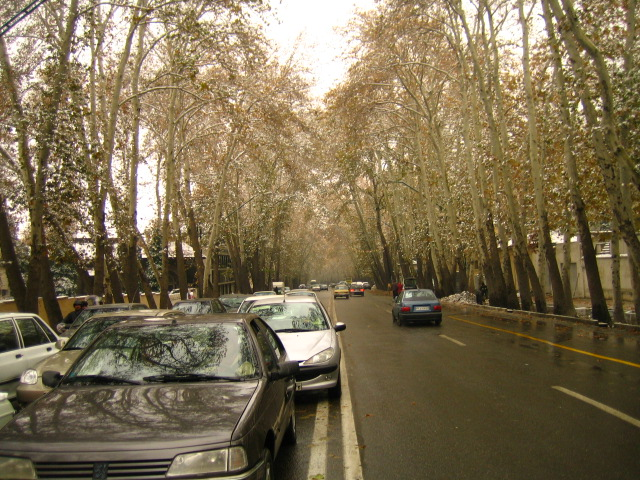
L'avenue Vali-ye Asr en hiver.
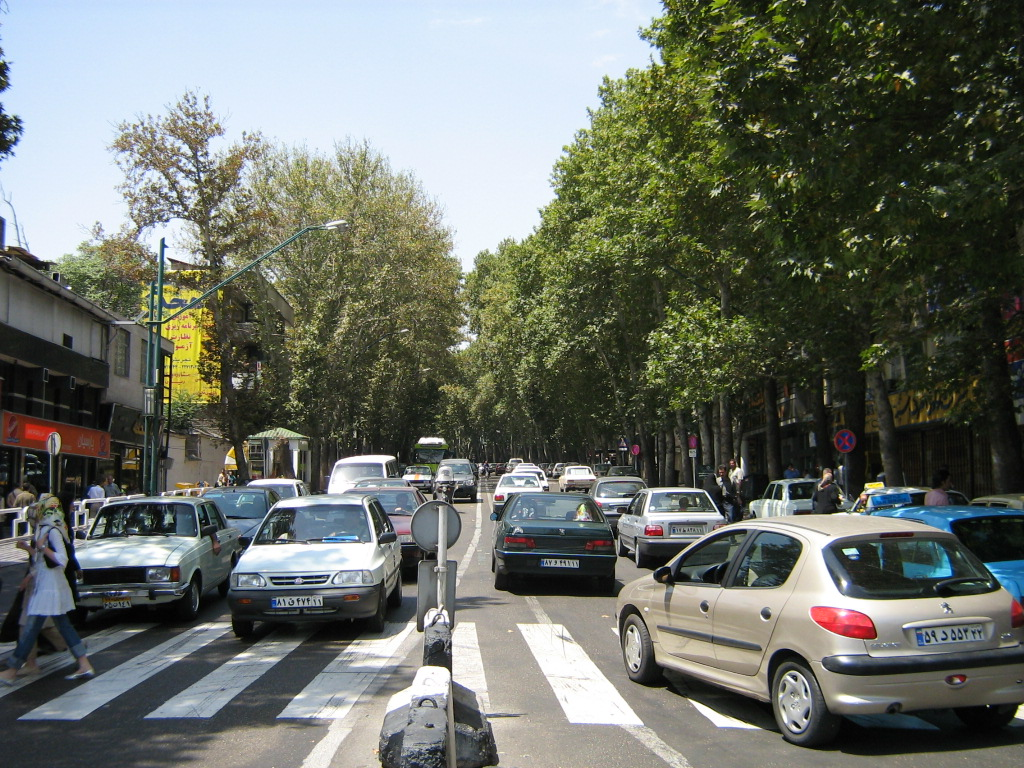
Sar-e Pol (autre nom de Tajrish) là où commence Vali-ye Asr au nord.
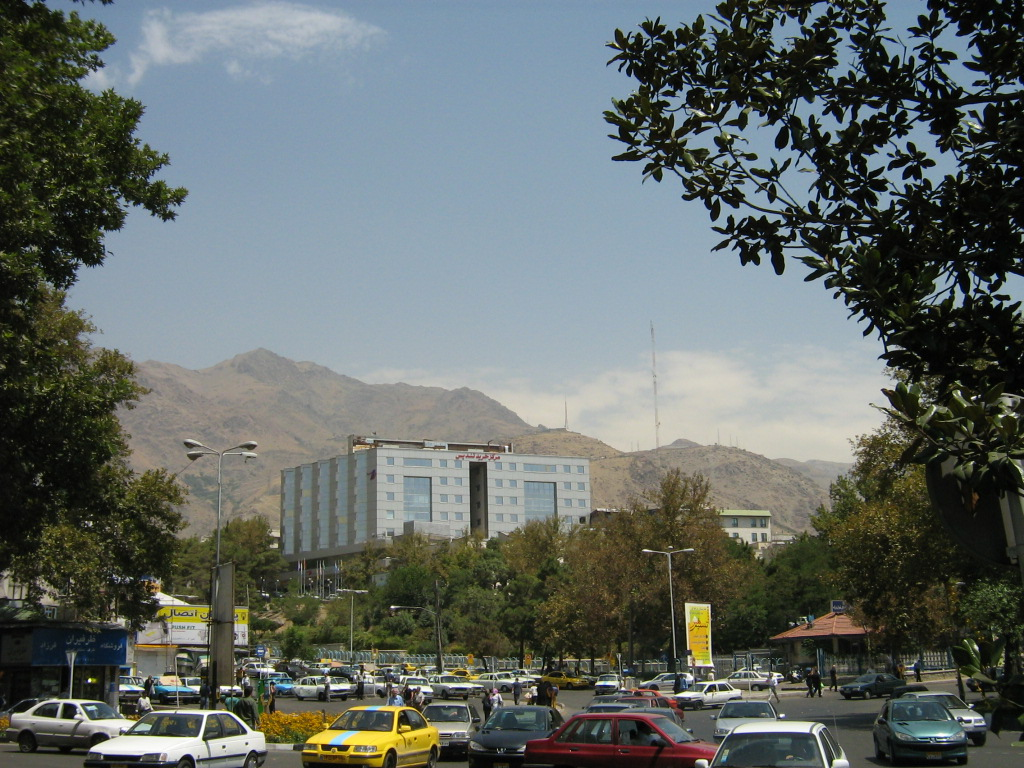
Centre commercial Tandis Centre près du rond-point de Vanak.
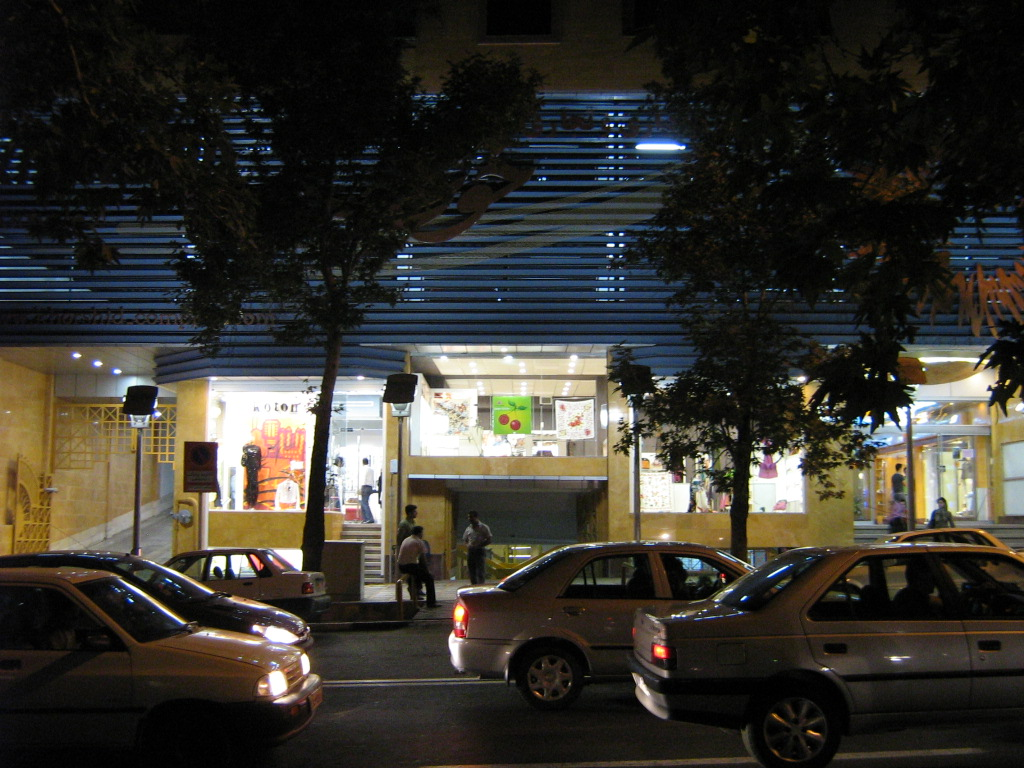
Khorshid près du rond-point de Vanak.
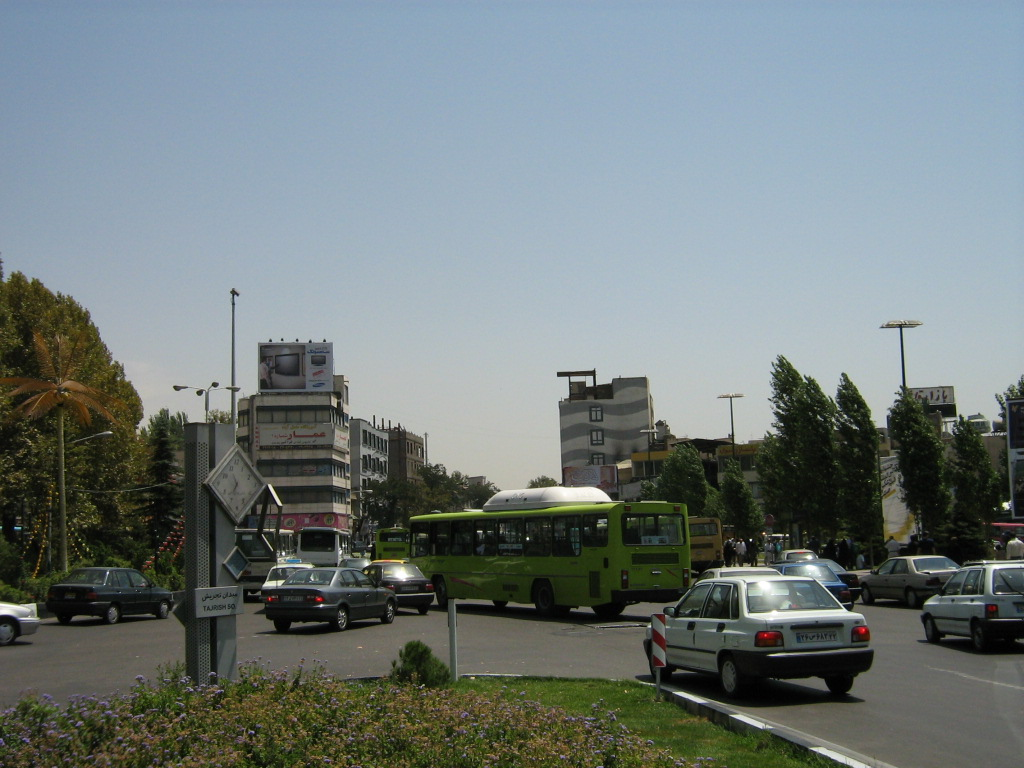
Rond-point de Tajrish.
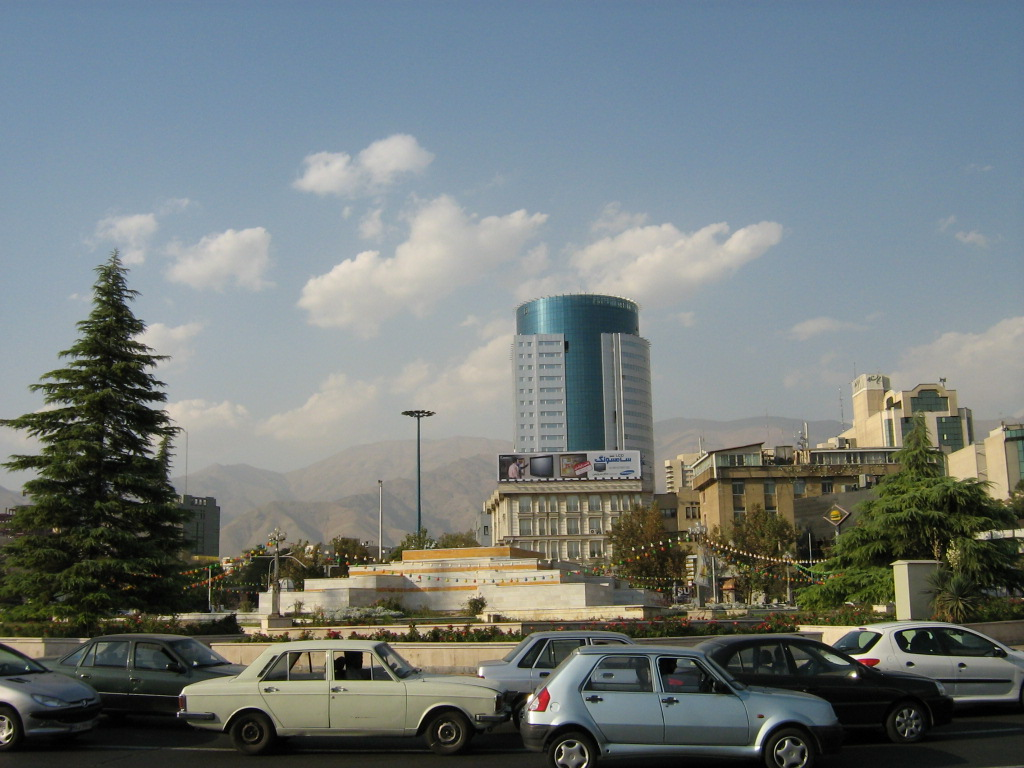
Rond-point de Vanak.